# Cerro de la Silla
De Cerro de la Silla (letterlijk: Zadelberg) is een berg in de Mexicaanse staat Nuevo León. De berg geldt als een van de opvallendste punten van de stad Monterrey.
De berg bestaat uit vier pieken, waarvan de Pico Norte met 1820 meter de hoogste, en de Pico de la Vírgen met 1750 meter de laagste is. In 1991 is het als natuurmonument erkend door de Mexicaanse overheid. De berg is een populaire bestemming voor toeristen en wandelaars. Tot halverwege de 20e eeuw ging er een kabelbaan naar de top, maar die is gesloten nadat bij een ongeluk vijf personen om het leven kwamen, onder wie de ontwerper.